# 하귀일초등학교
하귀일초등학교는 대한민국 제주특별자치도 제주시에 있는 공립 초등학교이다.

## 학교 연혁
- 2012년 3월 1일 : 하귀일초등학교 개교
- 2012년 3월 1일 : 9학급 편성, 병설유치원 1학급 편성
- 2012년 5월 23일 : 개교식
- 2016년 3월 1일 : 교육부요청 교육과정 연구학교 지정
- 2018년 9월 1일 : 제4대 윤정애 교장 부임
- 2019년 1월 8일 : 제 7회 68명 졸업(총 253명)
- 2019년 3월 1일 : 26학급 편성(특수학급 포함)

## 참고 자료
- 하귀일초등학교 - 한국교육학술정보원 학교알리미